# Anapisa vanoyei
Anapisa vanoyei là một loài bướm đêm thuộc phân họ Arctiinae, họ Erebidae.